# Dzmitry Kamyshyk
Dzmitry Kamyshyk (Minsk, 1 de mayo de 1990) es un jugador de balonmano bielorruso que juega de lateral izquierdo en el SKA Minsk. Es internacional con la selección de balonmano de Bielorrusia.

## Palmarés

### SKA Minsk
- Liga Báltica de balonmano (1): 2013
- Copa de Bielorrusia de balonmano (3): 2019, 2022, 2023

### Meshkov Brest
- Liga de Bielorrusia de balonmano (3): 2014, 2015, 2016
- Copa de Bielorrusia de balonmano (3): 2014, 2015, 2016

## Clubes
- Arkatron Minsk (2007-2011)
- HC Dinamo Minsk (2011)
- SKA Minsk (2011-2013)
- Meshkov Brest (2013-2016)
- SKA Minsk (2018- )